# کیچیک-کمین (رود)
کیچیک-کمین (به لاتین: Kichi-Kemin) یک رود است که در قرقیزستان و قزاقستان واقع شده‌است.